# Antarctiola
Antarctiola is een geslacht van kevers uit de familie van de loopkevers (Carabidae). De wetenschappelijke naam van het geslacht is voor het eerst geldig gepubliceerd in 1977 door Straneo.

## Soorten
Het geslacht Antarctiola omvat de volgende soorten:
- Antarctiola amaroides (Motschulsky, 1866)
- Antarctiola laevigata (Putzeys, 1875)
- Antarctiola laevis Straneo, 1951
- Antarctiola motschulskyi (Csiki, 1931)